# Nesiotoniscus patrizii
Nesiotoniscus patrizii är en kräftdjursart som beskrevs av Alessandro Brian 1953. Nesiotoniscus patrizii ingår i släktet Nesiotoniscus och familjen Trichoniscidae. Inga underarter finns listade i Catalogue of Life.